# ダニーロ・ダンブロージオ
ダニーロ・ダンブロージオ（Danilo D'Ambrosio, 1988年9月9日 - ）は、イタリア・ナポリ出身のサッカー選手。セリエA・ACモンツァ所属。ポジションはDF。元イタリア代表。
双子のダリオ・ダンブロージオもサッカー選手。

## 経歴

### クラブ
キャリア初期
サレルニターナ・カルチョのユース出身。2005年、クラブの財政難により、ACFフィオレンティーナのユースに移籍。2007年までフィオレンティーナのプリマヴェーラに所属していたが、2008年6月にダンブロージオの共同保有権がポテンツァ・カルチョに譲渡された。
2008年7月、レガ・プロ（3部相当）のSSユーヴェ・スタビアが共同保有権を獲得。1年目からレギュラーの座を確保し、2年目は主に右サイドハーフとしてプレーした。
トリノ
2010年1月、トリノFCが共同保有権を取得し、1月16日のUSグロッセト戦でセリエB初出場。2010-11シーズン、フランコ・レルダ新監督のもとでレギュラーに抜擢される。2010年12月にトリノと新たに2014年まで契約をしたものの、自身の低調なパフォーマンスとチームのプレイオフを逃す成績により、批判を浴びた。
2011-12シーズンは新監督に就任したジャンピエロ・ヴェントゥーラに評価され、マッテオ・ダルミアンとともに右サイドバックとしてプレー。26試合3得点を記録し、トリノのセリエA昇進に貢献した。
2012年8月26日のACシエナ戦でセリエA初出場を果たし、9月30日のアタランタBC戦でセリエA初ゴールを決めた。翌2013-14シーズンは左サイドバックとして起用され、自身のユーティリティー性を発揮した。
インテル・ミラノ
2014年1月30日、150万ユーロの移籍金でインテル・ミラノに移籍。契約期間は2018年6月まで。2013-14シーズン後半戦にはワルテル・マッツァーリ監督が採用する3-5-2の右WBとしてジョナタンとポジションを争った。2014年11月にロベルト・マンチーニが新監督に就任するとベンチに座ることが増えたが、左右のSBをこなせる点が評価されて構想に入り、最終的に23試合に出場した。
2023年6月30日、インテル・ミラノからの退団が発表された。公式戦284試合に出場し、セリエA、コッパ・イタリア、スーペルコッパ・イタリアーナを2回ずつ制覇した。
ACモンツァ
2023年8月2日、セリエAのACモンツァへの加入が発表された。契約期間は2024年6月までで、1年の延長オプションが付いている。同じ移籍期間にインテルからモンツァへと移籍したロベルト・ガリアルディーニとは再びチームメイトになった。

### 代表
2017年3月28日に行われたオランダとの親善試合でイタリア代表デビューを果たした。

## プレースタイル
左右両サイドバックをこなすことができるユーティリティープレイヤー。緊急時にはセンターバックとしてもプレーすることができる。